# Viaduc de la Colagne
Le viaduc de la Colagne est un viaduc de 663 mètres de longueur de la voie express RN 88 (axe Lyon-Toulouse), situé dans la commune de Bourgs sur Colagne, dans le département de la Lozère en région Occitanie.

## Géographie
Le viaduc permet de relier la RN 88 à l'autoroute A75. Il traverse la vallée de la Colagne, la départementale 809, la ligne de Béziers à Neussargues et la ligne du Monastier à La Bastide-Saint-Laurent-les-Bains.